# Francisco José Sánchez Sesma
Francisco José Sánchez Sesma (Ciudad de México, 1950) es un ingeniero civil, catedrático, investigador y académico mexicano. Se ha especializado en el estudio de la propagación de ondas sísmicas, particularmente en los efectos que estas causan de acuerdo a la topografía y geología de los sitios.

## Estudios y docencia
Cursó sus estudios en la Escuela Nacional Preparatoria y en la Facultad de Ingeniería de la Universidad Nacional Autónoma de México (UNAM), obtuvo la licenciatura en ingeniería civil en 1974, una maestría en estructuras en 1975 y un doctorado en 1979. En 1982 realizó una estancia sabática con el doctor Ezio Faccioli en el Politécnico de Milán y en el  Institute de physique du globe en París. En 1985 asistió a un curso que impartió el sismólogo Keiiti Aki en la Universidad del Sur de California. En 1990 realizó otra estancia sabática, en esta ocasión, en Grenoble y París. 
En su alma mater ha impartido clases de matemáticas, mecánica, mecánica de materiales, ingeniería sísmica. Ha coordinados las áreas de Mecánica Aplicada e Ingeniería Simológica. Ha coordinados las áreas de Mecánica Aplicada e Ingeniería Simológica. Ha sido miembro de varios comités académicos. En 2008 fue elegido miembro de la Junta Directiva de la Universidad Autónoma Metropolitana (UAM). Como profesor visitante ha impartido cursos y seminarios en la Universidad Joseph Fourier de Grenoble, en el Instituto de Investigación para la Prevención de Desastres de la Universidad de Kioto, en el Istituto di Ricerca sul Rischio Sismico de Milán, en el Departamento de Ingeniería Civil de la Universidad Carnegie Mellon de Pittsburgh, en el Laboratorio de Sismología del Institut de physique du globe de la Universidad Pierre y Marie Curie de París, y en Departamento de Ciencias Geológicas de la Universidad del Sur de California.

## Investigador y académico
Durante su formación académico llegó a colaborar con el doctor Emilio Rosenblueth en varias labores y proyectos. De 1997 a 1999 fue coordinador de Investigación y Planeación del Instituto Mexicano del Petróleo. De 1999 a 2003 fue director del Instituto de Ingeniería de la UNAM. Ha realizado estudios e investigaciones sobre la propagación de las ondas sísmicas y los efectos que causan de acuerdo a la topografía y geología de los sitios mediante modelación matemática y experimental. 
Es miembro y fue presidente de la Sociedad Mexicana de Ingeniería Sísmica de 2002 a 2004 y de la Academia de Ingeniería de 2004 a 2006. Es miembro de la Academia Mexicana de Ciencias, de la Sociedad Mexicana de Ingeniería Estructural, de la Unión Geofísica Americana, de la Sociedad Sismológica Americana. Es miembro correspondiente de la Real Academia de Ingeniería de España desde 2003. Pertenece al Sistema Nacional de Investigadores y es miembro del Consejo Consultivo de Ciencias de la Presidencia de la República.

## Obras publicadas
Ha escrito más de 100 artículos para revistas internacionales y ha sido citado en más de 1000 ocasiones.

## Premios y distinciones
- Premio “Miguel A. Urquijo” otorgado por el Colegio de Ingenieros Civiles de México en 1988.
- Premio “Manuel Noriega Morales” otorgado por la Organización de Estados Americanos (OEA) en 1988.
- Premio Nacional de Ciencias y Artes en el área de Tecnología y Diseño otorgado por la Secretaría de Educación Pública en 1994.
- Premio Universidad Nacional en el área de Innovación Tecnológica y Diseño Industrial otorgado por la Universidad Nacional Autónoma de México (UNAM) en 1998.
- Premio Nacional de Investigación “Nabor Carrillo Flores” otorgado por el Colegio de Ingenieros Civiles de México en 2002.
- Trifunac Award otorgado por la Indian Society of Earthaquake Technology en 2003.
- Medalla de Honor Kapitza otorgada por la Academia Rusa de Ciencias Naturales en 2004.
- Medalla “Herman Ludwing Ferdinand von Helmoholtz” otorgada por el Instituto Mexicano de Acústica en 2005.